# Лінкольн Тауншип (округ Сомерсет, Пенсільванія)
Лінкольн Тауншип (англ. Lincoln Township) — селище (англ. township) в США, в окрузі Сомерсет штату Пенсільванія. Населення — 1457 осіб (2020).

## Демографія
Згідно з переписом 2010 року, у селищі мешкало 1519 осіб у 625 домогосподарствах у складі 452 родин. Було 671 помешкання
Расовий склад населення:
| - 98,9 % — білих - 0,5 % — азіатів - 0,1 % — чорних або афроамериканців |

До двох чи більше рас належало 0,5 %. Частка іспаномовних становила 0,4 % від усіх жителів.
За віковим діапазоном населення розподілялося таким чином: 20,0 % — особи молодші 18 років, 64,1 % — особи у віці 18—64 років, 15,9 % — особи у віці 65 років та старші. Медіана віку мешканця становила 45,6 року. На 100 осіб жіночої статі у селищі припадало 105,8 чоловіків;  на 100 жінок у віці від 18 років та старших — 106,6 чоловіків також старших 18 років.
Середній дохід на одне домашнє господарство  становив 64 967 доларів США (медіана — 57 727), а середній дохід на одну сім'ю — 69 836 доларів (медіана — 64 750). Медіана доходів становила 47 500 доларів для чоловіків та 30 729 доларів для жінок. За межею бідності перебувало 8,4 % осіб, у тому числі 6,2 % дітей у віці до 18 років та 10,3 % осіб у віці 65 років та старших.
Цивільне працевлаштоване населення становило 805 осіб. Основні галузі зайнятості: освіта, охорона здоров'я та соціальна допомога — 16,3 %, роздрібна торгівля — 16,0 %, сільське господарство, лісництво, риболовля — 12,5 %, виробництво — 9,6 %.